# Чемпионат Европы по футболу 2009 среди юношей до 17 лет (элитный раунд)
Элитный раунд чемпионата Европы по футболу 2009 среди юношей до 17 лет был вторым раундом отборочного турнира чемпионата Европы по футболу 2009 среди юношей до 17 лет. 28 команд, прошедших квалификационный раунд, были поделены на 7 групп по 4 команды. Страна, которую представляла одна из команд в каждой группе, принимала все матчи группы. Семь победителей групп получили путёвки в финальный этап, где присоединились к хозяевам немцам. Жеребьёвка элитного раунда прошла 4 декабря 2008 года в Ньоне, Швейцария. Матчи прошли c 1 по 31 марта 2009 года.

## Жеребьёвка
Каждая команда была помещена в одну из четырёх корзин для жеребьёвки соответственно результатам в квалификационном раунде. Семь команд с наилучшими показателями были помещены в корзину A и так далее до корзины D, куда попали семь команд с наихудшими показателями. Во время жеребьёвки в каждую группу попало по одной команде из каждой корзины, с тем условием, что команды, которые играли между собой в первом раунде квалификации, не могли быть помещены в одну группу снова.
| Корзина A                                                  | Корзина B                                               | Корзина C                                                  | Корзина D                                                     |
| ---------------------------------------------------------- | ------------------------------------------------------- | ---------------------------------------------------------- | ------------------------------------------------------------- |
| Австрия Дания Португалия Финляндия Хорватия Польша Испания | Нидерланды Греция Франция Турция Чехия Сербия Шотландия | Румыния Бельгия Словения Италия Англия Норвегия Люксембург | Венгрия Швейцария Беларусь Азербайджан Грузия Уэльс Казахстан |

- Хозяева групп указаны курсивом.

## Группа 1
| Сборная   | И | В | Н | П | ЗМ | ПМ | +/- | О |
| --------- | - | - | - | - | -- | -- | --- | - |
| Швейцария | 3 | 2 | 1 | 0 | 8  | 1  | 7   | 7 |
| Польша    | 3 | 2 | 0 | 1 | 4  | 2  | 2   | 6 |
| Греция    | 3 | 1 | 1 | 1 | 4  | 3  | 1   | 4 |
| Словения  | 3 | 0 | 0 | 3 | 0  | 10 | −10 | 0 |

| Греция               | 1–1  | Швейцария           |
| -------------------- | ---- | ------------------- |
| Николаос Карелис 40′ | УЕФА | 50′ Харис Сеферович |

| Польша                       | 2–0  | Словения |
| ---------------------------- | ---- | -------- |
| Михал Йончик 17′, 57′ (пен.) | УЕФА |          |

| Польша | 0–1  | Швейцария           |
| ------ | ---- | ------------------- |
|        | УЕФА | 71′ Харис Сеферович |

| Словения | 0–2  | Греция                                   |
| -------- | ---- | ---------------------------------------- |
|          | УЕФА | 15′ (пен.), 19′ (пен.) Иоаннис Потуридис |

| Греция               | 1–2  | Польша                       |
| -------------------- | ---- | ---------------------------- |
| Валентинос Влахос 8′ | УЕФА | 35′, 66′ (пен.) Михал Йончик |

| Швейцария                                                                                                | 6–0  | Словения |
| --- | ---- | -------- |
| Харис Сеферович 16′ · Ренато Сантабарбара 46′ · Нассим Бен-Халифа 49′, 54′, 64′ · Кофи Нимели 73′ (пен.) | УЕФА |          |

## Группа 2
| Сборная   | И | В | Н | П | ЗМ | ПМ | +/- | О |
| --------- | - | - | - | - | -- | -- | --- | - |
| Испания   | 3 | 2 | 1 | 0 | 5  | 3  | 2   | 7 |
| Бельгия   | 3 | 1 | 2 | 0 | 9  | 4  | 5   | 5 |
| Чехия     | 3 | 1 | 1 | 1 | 5  | 3  | 2   | 4 |
| Казахстан | 3 | 0 | 0 | 3 | 1  | 10 | −9  | 0 |

| Испания                                    | 2–2  | Бельгия                             |
| ------------------------------------------ | ---- | ----------------------------------- |
| Пабло Сарабия 2′ · Борха Бастон 45′ (пен.) | УЕФА | 50′ Питер Верват · 80+3′ Эмре Шахин |

| Чехия                                   | 3–0  | Казахстан |
| --------------------------------------- | ---- | --------- |
| Вацлав Кадлец 2′, 15′ · Роман Полом 38′ | УЕФА |           |

| Испания               | 2–1  | Казахстан             |
| --------------------- | ---- | --------------------- |
| Борха Бастон 21′, 68′ | УЕФА | 6′ Равиль Сатвальдиев |

| Бельгия                                        | 2–2  | Чехия                  |
| ---------------------------------------------- | ---- | ---------------------- |
| Даниэль Крх 27′ (авт.) · Поль-Жозе Мпоку 80+2′ | УЕФА | 49′, 56′ Вацлав Кадлец |

| Чехия | 0–1  | Испания          |
| ----- | ---- | ---------------- |
|       | УЕФА | 2′ Пабло Сарабия |

| Казахстан | 0–5  | Бельгия                                                                               |
| --------- | ---- | ------------------------------------------------------------------------------------- |
|           | УЕФА | 24′, 64′ Питер Верват · 30′ Гаэтан Ламбрехтс · 34′ Лоренс Дебок · 51′ Поль-Жозе Мпоку |

## Группа 3
| Сборная     | И | В | Н | П | ЗМ | ПМ | +/- | О |
| ----------- | - | - | - | - | -- | -- | --- | - |
| Нидерланды  | 3 | 3 | 0 | 0 | 8  | 0  | +8  | 9 |
| Хорватия    | 3 | 2 | 0 | 1 | 5  | 3  | +2  | 6 |
| Азербайджан | 3 | 0 | 1 | 2 | 0  | 4  | −4  | 1 |
| Люксембург  | 3 | 0 | 1 | 2 | 0  | 6  | −6  | 1 |

| Хорватия                                             | 2–0  | Люксембург |
| ---------------------------------------------------- | ---- | ---------- |
| Кристофер де Соуза 67′ (авт.) · Антонио Яколиш 80+2′ | УЕФА |            |

| Нидерланды         | 1–0  | Азербайджан |
| ------------------ | ---- | ----------- |
| Найджел Велдер 25′ | УЕФА |             |

| Хорватия                                                    | 3–0  | Азербайджан |
| ----------------------------------------------------------- | ---- | ----------- |
| Матия Янкулица 23′ · Мислав Коморский 40+1′ · Иван Плум 64′ | УЕФА |             |

| Люксембург | 0–4  | Нидерланды                                                   |
| ---------- | ---- | ------------------------------------------------------------ |
|            | УЕФА | 34′, 64′ Люк Кастайньос · 51′ Шабир Исуфи · 79′ Рангело Янга |

| Нидерланды                                                        | 3–0  | Хорватия |
| ----------------------------------------------------------------- | ---- | -------- |
| Шабир Исуфи 33′ · Огузхан Озьякуп 76′ (пен.) · Люк Кастайньос 77′ | УЕФА |          |

| Азербайджан | 0–0  | Люксембург |
| ----------- | ---- | ---------- |
|             | УЕФА |            |

## Группа 4
| Сборная  | И | В | Н | П | ЗМ | ПМ | +/- | О |
| -------- | - | - | - | - | -- | -- | --- | - |
| Франция  | 3 | 2 | 1 | 0 | 5  | 1  | 4   | 7 |
| Норвегия | 3 | 1 | 1 | 1 | 2  | 5  | −3  | 4 |
| Беларусь | 3 | 1 | 0 | 2 | 2  | 5  | −3  | 3 |
| Дания    | 3 | 1 | 0 | 2 | 5  | 3  | 2   | 3 |

| Дания                                               | 4–0  | Норвегия |
| --------------------------------------------------- | ---- | -------- |
| Мадс Дитмер Вилсом 10′, 31′, 51′ · Расмус Фальк 64′ | УЕФА |          |

| Франция                                                            | 3–0  | Беларусь |
| ------------------------------------------------------------------ | ---- | -------- |
| Павел Крук 52′ (авт.) · Дарнел Ситу 71′ · Йени Нгбакото 77′ (пен.) | УЕФА |          |

| Дания            | 1–2  | Беларусь                                  |
| ---------------- | ---- | ----------------------------------------- |
| Расмус Фальк 34′ | УЕФА | 13′ Алексей Легчилин · 21′ Артём Булойчик |

| Норвегия           | 1–1  | Франция                    |
| ------------------ | ---- | -------------------------- |
| Мушага Бакенга 16′ | УЕФА | 50′ (пен.) Александр Коэфф |

| Франция       | 1–0  | Дания |
| ------------- | ---- | ----- |
| Арно Суке 40′ | УЕФА |       |

| Беларусь | 0–1  | Норвегия            |
| -------- | ---- | ------------------- |
|          | УЕФА | 27′ Кристер Вемберг |

## Группа 5
| Сборная   | И | В | Н | П | ЗМ | ПМ | +/- | О |
| --------- | - | - | - | - | -- | -- | --- | - |
| Италия    | 3 | 3 | 0 | 0 | 6  | 2  | +4  | 9 |
| Австрия   | 3 | 2 | 0 | 1 | 6  | 2  | +4  | 6 |
| Грузия    | 3 | 1 | 0 | 2 | 1  | 4  | −3  | 3 |
| Шотландия | 3 | 0 | 0 | 3 | 1  | 6  | −5  | 0 |

| Шотландия | 0–1  | Грузия                         |
| --------- | ---- | ------------------------------ |
|           | УЕФА | 80+3′ (пен.) Ираклий Шекиладзе |

| Австрия         | 1–2  | Италия                                       |
| --------------- | ---- | -------------------------------------------- |
| Давид Алаба 22′ | УЕФА | 4′ Джакомо Беретта · 14′ Альберто Либертацци |

| Италия                                    | 3–1  | Шотландия     |
| ----------------------------------------- | ---- | ------------- |
| Симоне Сини 6′, 70′ · Джакомо Беретта 51′ | УЕФА | 49′ Макс Райт |

| Австрия                                                               | 3–0  | Грузия |
| --------------------------------------------------------------------- | ---- | ------ |
| Кристоф Кнасмюльнер 35′ (пен.) · Марко Джуричин 58′ · Давид Алаба 68′ | УЕФА |        |

| Шотландия | 0–2  | Австрия                |
| --------- | ---- | ---------------------- |
|           | УЕФА | 9′, 45′ Марко Джуричин |

| Грузия | 0–1  | Италия              |
| ------ | ---- | ------------------- |
|        | УЕФА | 22′ Джакомо Беретта |

## Группа 6
| Сборная   | И | В | Н | П | ЗМ | ПМ | +/- | О |
| --------- | - | - | - | - | -- | -- | --- | - |
| Турция    | 3 | 1 | 2 | 0 | 4  | 2  | 2   | 5 |
| Уэльс     | 3 | 1 | 1 | 1 | 5  | 5  | 0   | 4 |
| Румыния   | 3 | 1 | 1 | 1 | 2  | 4  | −2  | 4 |
| Финляндия | 3 | 1 | 0 | 2 | 4  | 4  | 0   | 3 |

| Финляндия        | 1–2  | Румыния                                |
| ---------------- | ---- | -------------------------------------- |
| Юхо Лехтонен 30′ | УЕФА | 58′ Энгин Амет · 64′ Серджу Флорин Бус |

| Турция                                 | 2–2  | Уэльс                                   |
| -------------------------------------- | ---- | --------------------------------------- |
| Хасан Ахмет Сары 35′ · Гёкхан Тёре 57′ | УЕФА | 33′ Билли Бодин · 47′ Эллиотт Чемберлен |

| Финляндия                                | 3–0  | Уэльс |
| ---------------------------------------- | ---- | ----- |
| Юхо Лехтонен 20′, 25′ · Николай Алхо 47′ | УЕФА |       |

| Румыния | 0–0  | Турция |
| ------- | ---- | ------ |
|         | УЕФА |        |

| Турция                                | 2–0  | Финляндия |
| ------------------------------------- | ---- | --------- |
| Хасан Ахмет Сары 6′ · Гёкхан Тёре 61′ | УЕФА |           |

| Уэльс                                              | 3–0  | Румыния |
| -------------------------------------------------- | ---- | ------- |
| Ли Лукас 26′ · Джозеф Уолш 37′ · Джошуа Доукин 45′ | УЕФА |         |

## Группа 7
| Сборная    | И | В | Н | П | ЗМ | ПМ | +/- | О |
| ---------- | - | - | - | - | -- | -- | --- | - |
| Англия     | 3 | 3 | 0 | 0 | 5  | 1  | +4  | 9 |
| Сербия     | 3 | 2 | 0 | 1 | 5  | 4  | +1  | 6 |
| Португалия | 3 | 1 | 0 | 2 | 3  | 4  | −1  | 3 |
| Венгрия    | 3 | 0 | 0 | 3 | 0  | 4  | −4  | 0 |

| Португалия | 0–1  | Англия         |
| ---------- | ---- | -------------- |
|            | УЕФА | 59′ Люк Фримэн |

| Сербия             | 1–0  | Венгрия |
| ------------------ | ---- | ------- |
| Марко Петкович 40′ | УЕФА |         |

| Португалия               | 1–0  | Венгрия |
| ------------------------ | ---- | ------- |
| Филипе Мендеш Барруш 49′ | УЕФА |         |

| Англия                           | 2–1  | Сербия                 |
| -------------------------------- | ---- | ---------------------- |
| Люк Фримэн 40′ · Беник Афобе 78′ | УЕФА | 50′ Александар Симович |

| Сербия                                                  | 3–2  | Португалия                                   |
| ------------------------------------------------------- | ---- | -------------------------------------------- |
| Никола Труйич 9′ · Дарко Брашанац 58′ · Ненад Лукич 61′ | УЕФА | 48′ Давид Гонсалвеш Виана · 55′ Луиш Густаву |

| Венгрия | 0–2  | Англия                                |
| ------- | ---- | ------------------------------------- |
|         | УЕФА | 57′ Джейкоб Уолкотт · 60′ Беник Афобе |